# Melfa
Land (P17) saknas i Q13406268.
Melfa är en ort i Accomack County i delstaten Virginia, USA.